# Jorina
Jorina ist ein weiblicher Vorname.

## Herkunft und Bedeutung
Für den Namen Jorina kommen zwei Herleitungen in Frage. Entweder handelt es sich um eine friesische, weibliche Form von Joris, oder um eine erweiterte Form von Jora, was auf den altnordischen Männernamen Jǫfurr zurückgeht und „Anführer“, „König“, ursprünglich „Wildschwein“, bedeutet.

## Verbreitung
Der Name Jorina ist in erster Linie in den Niederlanden verbreitet, jedoch kommt er auch dort nur selten vor. Besonders häufig wurde er im Jahr 1948 vergeben, als 12 Mädchen Jorina genannt wurden. Von 1998 bis 2022 wurde er in der Schweiz regelmäßig vergeben, und zwar rund 120 Mal. In Deutschland wird der Name nur sehr selten vergeben. Zwischen 2010 und 2023 wurden nur etwa 80 Mädchen Jorina genannt. In Liechtenstein, Österreich, Belgien und Kanada kommt der Name hingegen nur gelegentlich in der Namensgebung vor.

## Varianten
Eine Variante von Jorina ist Jorine, eine männliche Form lautet Jorin.
Für weitere Varianten: siehe Georg#Varianten und Gregor#Varianten

## Namensträgerinnen
- Jorina Baars (* 1988), niederländische Muay-Thai-Weltmeisterin